# Аксонема

Схема строения аксонемы жгутика. 1A и 1B — A и B микротрубочки периферического дублета, 2 — центральная пара микротрубочек и центральная капсула, 3 — динеиновые ручки, 4 — радиальная спица, 5 — нексиновый мостик, 6 — клеточная мембрана

Аксоне́ма, или осевая нить жгутика, — сложно организованный цитоскелетный комплекс, составляющий основу ундулиподий или цилий (жгутиков и ресничек) эукариотных клеток.

## Компоненты аксонемы

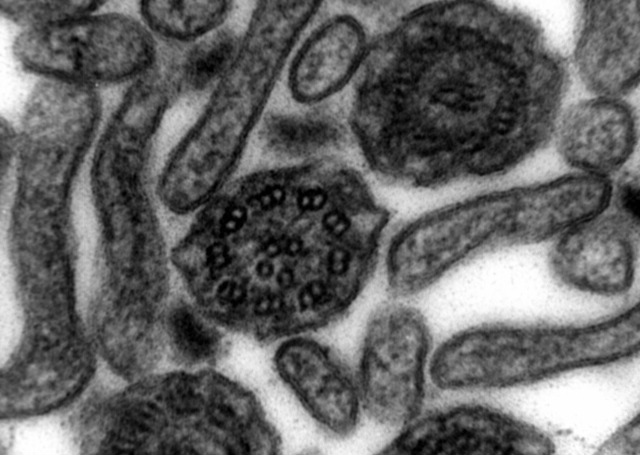
Поперечный срез через реснички, на котором хорошо заметна структура «9+2»

Для нормально функционирующих жгутиков большинства эукариот характерна так называемая структура 9×2+2 (девять периферических дублетов микротрубочек, расположенных по кругу, и две микротрубочки в центре). Основание аксонемы расположено в цитоплазме и вместе с прилегающими к нему структурами получило название базального тельца жгутика или блефаропласта, дистальная часть аксонемы находится внутри ундулиподии. Помимо микротрубочек в состав аксонемы входит большое количество элементов, обеспечивающих ограниченную подвижность периферических дублетов относительно друг друга: динеиновые ручки, радиальные спицы и нексиновые мостики и кольца. К настоящему времени в составе аксонемы и примыкающих к ней структур идентифицировано уже более 250 различных белков.

### Базальное тельце
Лежащее в цитоплазме клетки основание аксонемы — кинетосома, или базальное тельце — нередко связанное с клеточным центром, отличается от дистальной части аксонемы тем, что в ней отсутствуют центральные микротрубочки, а на периферии располагается девять триплетов, а не дублетов. Базальное тельце жгутика играет роль центра организации микротрубочек (ЦОМТ) при самосборке аксонемы. С ним обычно связан так называемый корешковый аппарат — система фибриллярных элементов, образующих несколько закономерно расположенных лент (корешков), уходящих от базального тельца в цитоплазму.

### Периферические дублеты
Периферические дублеты образованы одной полной микротрубочкой, на срезе которой, как и у свободных микротрубочек, заметно 13 расположенных по кругу димеров тубулина (A-микротрубочка), и одной неполной микротрубочкой, образованной 11 димерами тубулина (B-микротрубочка).

### Центральные микротрубочки
В центре аксонемы проходят две микротрубочки, заключенные в центральную капсулу. В ряде случаев, например, в неподвижных сенсорных ресничках центральные микротрубочки не развиты. Такой вариант строения аксонемы (с имеющимися периферийными дублетами, но без центральных микротрубочек) получил краткое обозначение «9+0». В ряде случаев схема 9+0 возникает как патологическое изменение нормальной аксонемы в результате мутаций, приводящих к нарушениям в самосборке. Имеются сведения, что центральные микротрубочки и центральная капсула могут вращаться относительно периферических дублетов.

### Динеиновые ручки
Так называемые динеиновые ручки образованы двигательным белком динеином. Они крепятся к A-микротрубочкам периферических дублетов и направлены к B-микротрубочкам. Молекулы динеина способны к обратимому изменению конформации при гидролизе АТФ. За счет этих изменений обращенный к B-микротрубочке конец ручки может перемещаться, обеспечивая скользящее движение периферических дублетов аксонемы друг относительно друга.

### Радиальные спицы и нексины
Радиальные спицы, отходящие от периферических микротрубочек к центральной паре, представляют собой Т-образные структуры, крепящиеся к А-микротрубочкам периферических дублетов и обращенные расширенным концом к центру аксонемы. Строение и функции радиальных спиц изучены недостаточно. Известно, что они состоят из большого количества белков. На 1981 г. было известно не менее 17 различных белков, пять из которых образовывали головку и, по меньшей мере, двенадцать — «ножку» спицы. На 2006 г. выделено уже 23 белка, из которых для 18 известна структура молекулы. Состав радиальных спиц высококонсервативен: для 12 из 18 белков радиальных спиц аксонемы жгутиков хламидомонад найдены гомологи в аксонемах жгутиковых структур человека.
Несократимые мостики, связывающие между собой периферические дублеты, и капсула вокруг центральной пары микротрубочек образованы белками, получившими название нексинов.